# Margarita Corona
Margarita Corona (Rio de Janeiro, Brasil, 7 de setembre de 1911 - Buenos Aires, Argentina; 12 d'octubre de 1983) va ser una reconeguda actriu de cinema, ràdio, teatre i televisió de l'època daurada argentina. Era la germana del cineasta Juan Corona Bernabeu i la tia dels actors veneçolans Koke Corona i Alejandro Corona.

## Carrera
Margarita Corona va néixer al Brasil, però des de nena va viatjar amb la seva família a la ciutat portenya de l'Argentina. Aquí va estudiar actuació i va dedicar de ple al teatre i al cinema, per a després ampliar la seva professió a la pantalla petita. Era la germana del també actor Juan Corona Bernabeu.
En 1946 integra la llista de l'Agrupació d'Actors Democràtics, durant el govern de Juan Domingo Perón, i la junta directiva del qual estava integrada per Pablo Racioppi, Lydia Lamaison, Pascual Nacaratti, Alberto Barcel i Domingo Mania.
En teatre Corona va treballar en la dècada del '30 en la "Compañía Argentina de Comedias Eva Franco", al costat de Pepita Muñoz, Alberto Bello, Herminia Franco, Juan Carlos Croharé i Fernando Ochoa. El 1935 va integrar la Cía. Florencio Parravicini, al costat de la primera actriu Mecha Ortiz, Amelia Bence, Esther Bence, Daniel de Alvarado i Pablo Cumo.
Va actuar en uns 25 films, en rols destacats. En televisió va fer papers majorment dramàtics.

## Filmografia
- 1945: Pampa bárbara
- 1947: Nunca te diré adiós
- 1947: Evasión com Julia
- 1948: La muerte camina en la lluvia com Valeria Duval
- 1950: La fuerza ciega
- 1950: El inspector Stugart
- 1950: Abuso de confianza
- 1951: Suburbio
- 1952: La parda Flora
- 1952: La muerte en las calles
- 1952: Sala de guardia
- 1953: Dock Sud
- 1953: Caballito criollo
- 1954: El castigo de los mares del sur
- 1955: La Tierra del Fuego se apaga
- 1955: La simuladora

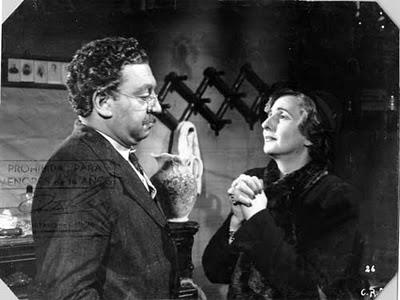
En una escena amb l’actor Nathan Pinzón.

- 1956: Edad difícil com la Vieja de las siete polleras
- 1958: El festín de Satanás (1958)
- 1958: La venenosa
- 1961: El romance de un gaucho
- 1967: Gente conmigo com una Paisana
- 1969: Pate Katelin en Buenos Aires
- 1969: El señor presidente
- 1970: La cosecha
- 1972: Simplemente María

## Ràdio
Va sere una figura exclusiva de Radio El Mundo, on va fer radioteatre com:
- 1942: Margarita La Tornera amb Rosa Rosen i Narciso Ibáñez Menta.
- 1943: Ana Karenina, amb Rosa Rosen, Luisa Vehil, Santiago Arrieta, Hilda Bernard, Raquel Simari, Gustavo Cavero i Pablo Racioppi.[4]
- ?: Una luz en el desierto, amb Patricia Castell, Amadeo Novoa, Virginia Luque i Egle Martin.
- 1943: Idilio trunco, amb Paquita Vehil, Rita Miranda, Gustavo Cavero, Roberto Salinas, entre altrrs.

## Televisió
- 1953: La Telefamilia.
- 1954: El tango viene de lejos, amb Pedro Maratea i conducció d'Ignacio de Soroa.
- 1954: ¡No quiero ser así!, amb Virginia Luque i José María Gutiérrez.
- 1954: Y llegó el domingo, de Miguel Coronatto Paz, amb Ignacio de Soroa, Tato Bores i Darío Garzay.
- 1956: Ciclo de teatro policial (ep. "La sonrisa de la Gioconda")
- 1961: Noches de teatro Grafa
- 1963: Teleteatro Palmolive-Colgate del aire
- 1964: Teleteatro del Hogar
- 1967: La señora Ana luce sus medallas com la Sra. Patricia
- 1968: Simplemente María
- 1968: Testimonios de hoy... Autors argentins
- 1970: Los parientes de la Galleguita com Jacinta
- 1971/1975: Alta comedia (ep. El gorro de cascabeles)
- 1971: Aquellos que fueron
- 1971/1972: Frente a la facultad[5]
- 1972: Simplemente María, amb Rodolfo Salerno i Irma Roy.
- 1972-1973 La Selva es Mujer. Canal 13. Tira.
- ?: Yo seré tu mundo

## Teatre
- Joven, viuda y estanciera (1937)
- Cruza (1937)
- Claudia, de Rose Franken (1945)
- La Sra. Ana luce sus medallas
- Rostro perdido (1952)
- Colombo (1953), amb la companyia de Juan Carlos Thorry i Analía Gadé.
- La Moreira (1962), amb la Compañía de Comedias Tita Merello, amb direcció d'Eduardo Cuitiño.
- La guitarra del diablo (1967).

## Nominacions
En 1968 va ser nominada als Premis Martín Fierro com a millor actriu de repartiment per la seva labor en Simplemente María, encara que el guardó finalment se'l va emportar Milagros de la Vega.